# Hermes Phettberg

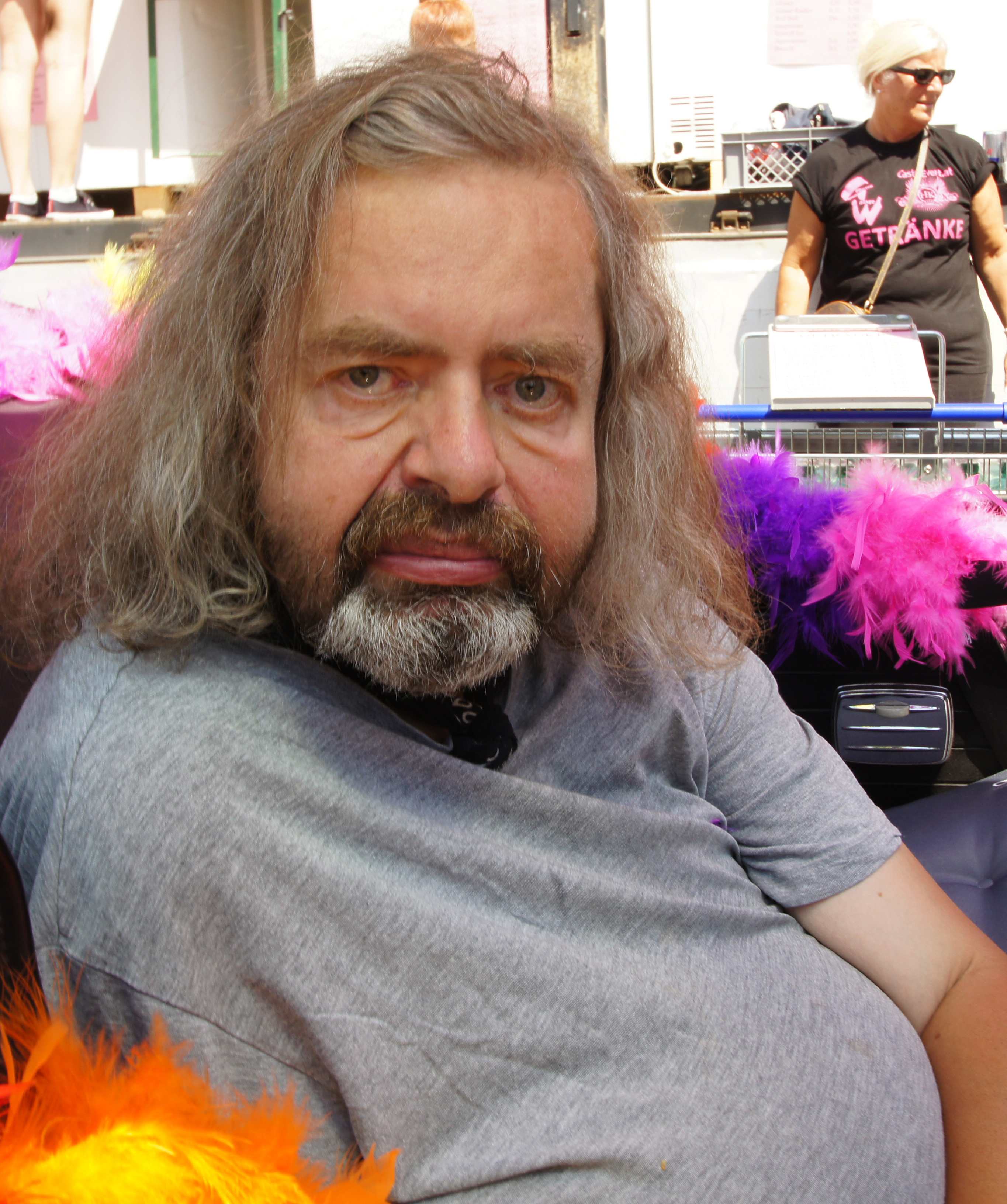
Phettberg, 2013

Hermes Phettberg, eigentlich Josef Fenz (* 5. Oktober 1952 in Hollabrunn; † 18. Dezember 2024 in Wien), war ein österreichischer Schauspieler, Aktionskünstler, Schriftsteller und Talkshow-Moderator. Er galt als Wiener Original.

## Leben
Josef Fenz wuchs als Sohn von Weinbauern in Unternalb bei Retz (Niederösterreich) auf und arbeitete danach von 1969 bis 1973 in Wien als Bankangestellter. Nach theologischen Fortbildungen war er von 1975 bis 1979 zunächst als Pastoralassistent in der Erzdiözese Wien tätig, bevor er Kanzlist im Amt der niederösterreichischen Landesregierung wurde (1982–1989). Laut eigenen Angaben trat Phettberg 1969 in die ÖVP ein, die er 1978 wieder verließ. 1982 trat er erneut ein, bevor er 1988 „endgültig“ austrat. Im Mai 2018 gab er via Twitter bekannt, SPÖ-Mitglied werden zu wollen.
Im Jänner 2007 erlitt Phettberg zum wiederholten Mal einen Schlaganfall und musste nach ärztlicher Behandlung in ein Rehabilitationszentrum; in diesem Zusammenhang reduzierte er sein Gewicht von 170 auf 73 Kilogramm. Er galt als mittellos und bezog eine Frührente. Zu seinem 70. Geburtstag wurde er in der Frankfurter Allgemeinen Zeitung als „der ungekrönte König von Wien“ und als „Vorreiter für alle, die es schwer hatten“ bezeichnet.
Um den 4. Dezember 2024 wurde Phettberg zur Behandlung einer Lungenentzündung in die Wiener Klinik Ottakring eingeliefert, in der noch eine letzte Kolumne von Phettbergs Predigtdienst entstand. Am 18. Dezember verstarb Hermes Phettberg mit 72 Jahren an den Folgen der Krankheit. Er wurde am Wiener Zentralfriedhof im Grab seines Jugendfreundes Ewald Penz bestattet. Florian Klenk beendet seinen Nachruf wie folgt:

„Bis zuletzt lehnte Phettberg es ab, seine Wohnung zu verlassen. Ein Platz im Altersheim kam nicht in Frage. ‚Nur als Leiche bringen sie mich aus dieser Wohnung!‘, beteuerte er. Dann verließ er die Wohnung doch für einen Spitalsaufenthalt. Gestern ist unser Kolumnist in der Klinik Ottakring verstorben, nur wenige Stunden nach Erscheinen seiner letzten Kolumne. Darin schreibt er: ‚Zu Weihnachten hätte ich gern ein Gulasch…‘
 Adieu, lieber Hermes, adieu!“

## Wirken

### Erste öffentliche Auftritte

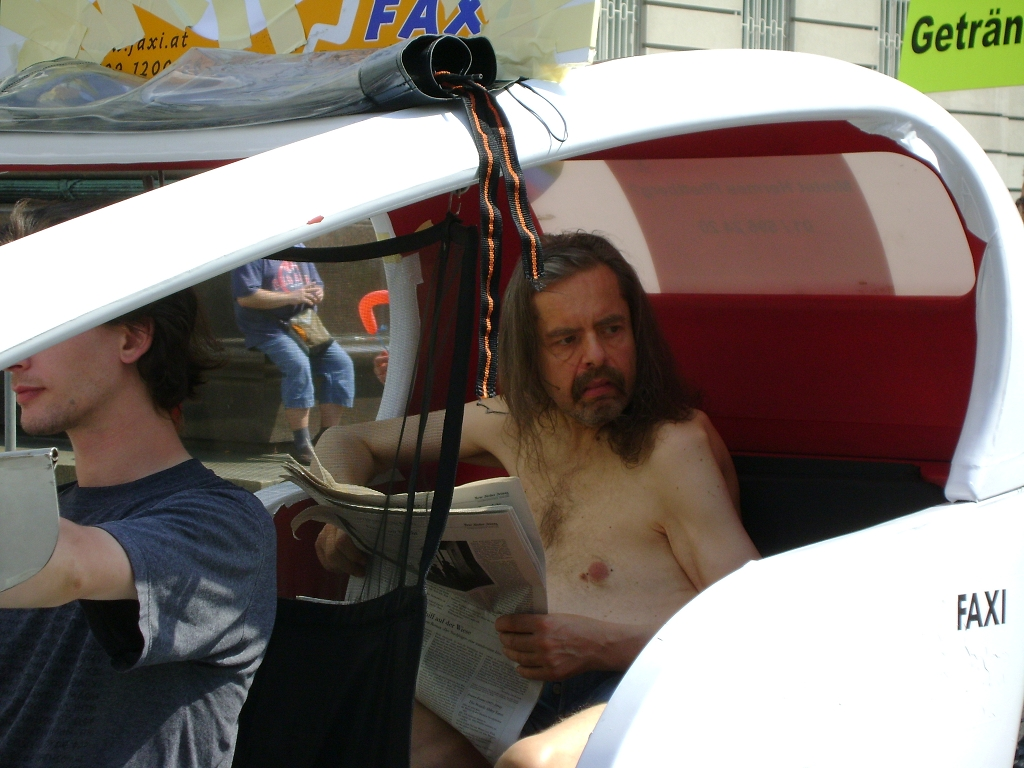
Hermes Phettberg auf der Regenbogenparade 2009

Mitte der 1980er Jahre war Phettberg in Wien Mitbegründer des Vereins Sadomasochismusinitiative Wien und des Projektes Polymorph Perverse Klinik Wien. Er proponierte außerdem die Gründung eines Vereins zur Schaffung einer Hochschule für Pornographie und Prostitution. Öffentlich bekannt wurde er durch sadomasochistische Kunstaktionen gemeinsam mit Walter Reichl, wie beispielsweise ihrer „Verfügungspermanenz“ 1993 in Zürich. Seither trat Phettberg vor allem bei künstlerischen Happenings und sexuellen Performances sowie Talkshows auf. Ein jährlicher Fixpunkt war sein Auftritt auf der Regenbogenparade, wo er sich Zeitung lesend über den Wiener Ring kutschieren ließ.
Ab 1991 spielte er in verschiedenen Inszenierungen der Theatergruppe Sparverein ›Die Unz-Ertrennlichen‹ um Kurt Palm meist skurrile Rollen. Seit März 1992 schrieb Hermes Phettberg auch für die Wiener Stadtzeitung Falter die wöchentliche Kolumne Phettbergs Predigtdienst, die in Form einer Predigt auf den liturgischen Texten des jeweiligen Sonntags im katholischen Kirchenjahr aufbaute.
Am 6. Dezember 1993 hielt Phettberg in der Wiener Buchhandlung Löwenherz erstmals die traditionelle Nikolaus-Lesung ab, für die er seitdem jährlich zum Nikolaus-Tag engagiert wurde. Im Rahmen des 4. Österreichischen Lesben- und Schwulenforums im Herbst 1994 in Wien las er um fünf Uhr früh auf einer öffentlichen Bedürfnisanstalt, der ehemaligen Schwenderloge, vor einem „Jeansboy“ kniend aus seinen Texten.

### Phettbergs Nette Leit Show
Ab 12. November 1994 war Phettberg Talkmaster von Phettbergs Nette Leit Show. Der Titel der Sendung ist ein Spoonerismus des Worts Late Night Show. In der von Palm produzierten Bühnenshow waren vor allem Wiener Prominente, Wissenschaftler und Angehörige „interessanter Berufsgruppen“ zu Gast. Charakterisiert waren die Gespräche mit diesen u. a. durch Phettbergs unkonventionelle Fragen und schonungslose Darstellungen eigener Probleme und erotischer Phantasien sowie von Wissenslücken seines Gegenübers. Einige der Gespräche, wie beispielsweise die Interviews mit Elizabeth T. Spira, Hermann Nitsch, Manfred Deix, Josef Hader oder mit Opernkenner Marcel Prawy, der wie Phettberg seine persönlichen Besitztümer vorwiegend in Plastiksäcken aufbewahrte, gelten als legendär. „Frucade oder Eierlikör?“ – Phettbergs Einstiegsfrage an seine Gäste – wurde oft zitiert und ist auch der Titel eines Buches mit Auszügen aus den Interviews. Durch die erstmalige Ausstrahlung von 19 Folgen dieser Show durch die Fernsehsender ORF und 3sat zwischen 1995 und 1996 wurde Phettberg rasch einem größeren Publikum in Österreich, Deutschland und der Schweiz bekannt.

### Neuere Medien: WebTV, DVDs, eigene Website
2000 wurde Phettberg (gemeinsam mit Mandy E. Mante) durch eine wöchentlich online ausgestrahlte Fernsehsendung, in der er sich, seinen „Predigtdienst“ vortragend, fesseln und auspeitschen ließ, zu einem Pionier des Internetfernsehens. Im März 2001 betrieb er dann 168 Stunden lang ununterbrochenes Live-Internetfernsehen (gemeinsam mit Thomas Holzinger), wobei er, von halbnackten, mit gespreizten Beinen dastehenden „Jeansboys“ bewacht, im Verlies einer „Arche Phettberg“ gefangen gehalten wurde.
2003 und 2004 moderierte Phettberg als „Beichtphater Phettberg“ die gleichnamige Fernsehshow (Regie und Redaktion: Thomas Holzinger, Mandy E. Mante und Paul Poet), die vom Privatsender ATVplus ausgestrahlt wurde.
Im November 2007 erschien Die Phette Box · Phettbergs Nette Leit Show mit 20 Shows (600 Min.) auf 6 DVDs, während er zusammen mit Kurt Palm den biografischen Dokumentarfilm Hermes Phettberg, Elender fertigstellte, der am 7. Dezember im Kino und im Oktober 2008 auf DVD erschien. Er zeigt u. a. Phettbergs Begegnungen mit Sandra Maischberger, Harald Schmidt, Helge Schneider, Wolfgang Joop und Elfriede Jelinek. Mit Der Papst ist kein Jeansboy realisierte Sobo Swobodnik 2011 einen weiteren Dokumentarfilm über ihn.
Von November 2007 bis Juni 2018 führte Phettberg ein penibles „Gestionsprotokoll“, dessen tagebuchartigen Einträge er meist sonntags auf seiner Website veröffentlichte. 28 „Gestionen“ von 2013 erschienen 2015 als Comicband Blue Jeans – Der Phettberg Comic.
Im Oktober 2009 wirkte Phettberg an dem Projekt Transkatholische Vögel im Künstlerhaus-Theater mit. Das Stück basiert auf seinen Texten und die des italienischen Regisseurs Pier Paolo Pasolini. Es beschäftigt sich mit deren Parallelen bei Katholizismus, Homosexualität sowie Zugehörigkeit zur politischen Linken.
Am 22. Februar 2017 erschien das Musikvideo zum Lied Metropolis der Hamburger Metal-Band Fäulnis, in welchem er als Protagonist mitwirkte. Im Juli 2019 war Phettberg im Musikvideo zu Hulapolizei des Wiener Rappers Kid Pex zu sehen.
Phettberg äußerte sich auch auf Twitter unter zwei Accounts:
- November 2008 bis August 2016 als Phettberg_McGoohan unter dem Handle @Phettberg_McGoo mit zuletzt rund 4700 Followern.[18]
- Jänner 2016 bis Dezember 2022 als Hermes Phettberg unter dem Handle @Phettberg_liebt mit zuletzt rund 2200 Followern.[19]

### Geschlechtergerechte Sprache
Statt der Endungen, die das grammatische Geschlecht anzeigen, verwendete Phettberg den Buchstaben y. So schrieb er seit den 1990er Jahren in seinen Gestionen und seiner Falter-Kolumne anstatt des Plurals „Leser*innen“ nun „Lesys“. Der Sprachdidaktiker Thomas Kronschläger von der TU Braunschweig verwendet dies seit 2019 als Vorbild für ein Modell geschlechtergerechter Sprache namens Entgendern nach Phettberg. 2021 berichteten verschiedene deutschsprachige Medien darüber. Max Giermann verwendete die Form als Parodist von Robert Habeck im April 2021 in der Satiresendung extra 3.

## Bibliografie
- Die Zeit ist gut genug. Essay. In: Rotraud A. Perner (Hrsg.): Zeit(t)räume. Löcker, Wien 1993, ISBN 3-85409-223-7.
- Wichsen! Wichsen! Wichsen! Essay. In: Oz Almog (Hrsg.): Geburt eines Mythos. Ausstellungskatalog. Kunsthalle Exnergasse, Wien 1994.
- Die Flagellantenautomatenproblematik. Essay. In: Roland Schöny (Hrsg.): Schlaraffenland – Übersättigung und Agonie. Veranstaltungskatalog. Spielboden, Dornbirn 1994.
- Josef Fenz’ Exerzitientagebuch 1979. Mündlich publiziert am Klo der Germanistenstiege der Universität Wien, 27. März 1995.
- Die Spuren der Blicke. Essay. In: Ursula Hübner: Angels at the Abyss. Ausstellungskatalog. Galerie 5020, Salzburg 1995.
- mit Fritz Ostermayer: Hermes Phettberg räumt seine Wohnung zamm. Edition selene, Klagenfurt/Wien 1995, ISBN 3-85266-019-X – Zwei leicht divergierende Auflagen.
- Hermes Phettbergs Predigtdienst für alle Sonn- und Feiertage des Kirchenjahrs. Eine erste Sammlung der Kolumnen. Falter, Wien 1995, ISBN 3-85439-156-0.
- Mit Kurt Palm: Frucade oder Eierlikör. Interviews und Monologe aus Phettbergs Nette Leit Show. Droemer Knaur, München 1996, ISBN 3-426-60536-8.
- Hundert Hennen. Katechesen 1992–2003. 585 Kolumnen als Faksimile der Typoskripte, 3 Bände. Galrev, Berlin 2004, ISBN 3-933149-35-5.
- Über den Untergang der Religion. In: Fabian Burstein (Hrsg.): Wir feiern Untergang! Residenz, St. Pölten/Salzburg 2009, ISBN 978-3-7017-3146-6.
- Alles Erschleckliche! Ausgewählte Texte. Sensationsverlag, Waldhausen 2012, ISBN 3-902303-34-4.
- Blue Jeans – Der Phettberg Comic. Illustration: Walter Fröhlich. Eigenverlag, Wien 2015.

Zeitschriften
- Unter Druck. SM-Magazin, Libertine Sadomasochismusinitiative Wien, Wien 1987–90 (Pseudonym Phettbergs: Grit Fellner).
- 66 Kleinanzeigen an die Jeans des Buchverkäufers. Stadtzeitung Falter, Wien 1988–90.
- Stock im Eisen – Von der Fleischeslust der Abartigen. Ursprünglich das Organ des Vereins „Polymorph Perverse Klinik Wien“, Heft 1 im Winter 1990/91.
- Phettbergs Predigtdienst. März 1992 bis zu Phettbergs Tod im Dezember 2024 die wöchentliche Kolumne im Falter, Wien.
- als Hrsg.: Die Republik. Sporadisch erschienene Zeitschrift, Eigenverlag, Wien 1992.

## Theatrografie
- 1991: Monostatos in Palms Zauberflöte fast forward (Regie: Kurt Palm)
- 1991: Der Onkel in O’Briens In Schwimmen-zwei-Vögel (Regie: Kurt Palm)
- 1992: H.P. in Palms Relativ peinliche Existenzen · Phettberg-Personale (Regie: Kurt Palm)
- 1992: Kulturstadtrat Dr. h. c. Prohaska in Möchels Flatus interruptus (Regie: Kurt Palm)
- 1992: H.P., 3 Wochen öffentl. Nichtfernsehen vor ausgeschaltetem Fernsehapparat (ErotiKreativ des WUK)
- 1992: H.P./Ostermayer/Rubinowitz, Bekotung von Wiener/-in, Basta und News (ErotiKreativ des WUK)
- 1993: Inspector Hubbard in Knotts Bei Anruf Mord (Regie: Kurt Palm)
- 1993: Comtesse de Mérilhac in Flauberts Das schwache Geschlecht (Regie: Kurt Palm)
- 1993: N.N. in Mirbeaus Der Garten der Qualen (Regie: Kurt Palm)
- 1993: Pitchfork in Ridleys Disney Killer (Regie: Gerhard Willert)
- 1994: H.P. in Auf Decken. H.P. begeht 5 Jahre ohne Sex (mit G.R.A.M. u. VIDO)
- 1994: Rezitator von Müllers Hamletmaschine (Regie: Gerald Grassl et al./ VIDO)
- 1994: Rezitator von Picassos Wie man Wünsche beim Schwanz packt (1. Wiener Lesetheater)
- 1994: Rezitator von Lingens’ Mr. Klestil’s public ‘private matter’ (Regie: Kurt Palm)
- 1994: Moderator des Happenings 5000 Jahre S.D.U. (Regie: Kurt Palm)
- 1994: Wilmington in Metes’ Bringt mir die Hörner von Wilmingtons Kuh (Regie: Kurt Palm)
- 1994: Hermes Phettberg in Phettbergs Verfügungspermanenz 4 (Spielboden Dornbirn)
- 1994: H.P. in Palms Relativ peinliche Existenzen 2 (Regie: Kurt Palm)
- 1994: H.P. in Ph.s Das Phettberg-Tribunal · Kamingespräche mit Josef Hader et al. (Regie: Kurt Palm)
- 1994: H.P. in Ph.s/Palms Phettbergs nette Leit Show (Theaterpremiere: 12. Nov.; Regie: Kurt Palm)
- 1995: Rezitator als Molly Blum (Monolog) aus James Joyce’ Ulysses (Regie: Kurt Palm)
- 1996: Rezitator von Musils Der Mann ohne Eigenschaften (Regie: Rolf Schwendter)
- 1997: H.P. in H.P. plaudert erstmals auf der Couch liegend mit dem Publikum (Kunstpark Ost, München)
- 1998: H.P. in Phettberg rettet die Religion (Tournee 1998–1999, mit Christian Schreibmüller in Ö. u. D.)[32]
- 1999: H.P. in Die Phettberg-Papiere persönlich, Kabarett Stadnikow, Wien (sporadisch bis 2001)
- 2001: H.P. in Wien ist andersrum 6 (mit Lilo Wanders), Wien
- 2003: H.P. in Phettbergs Hirnstromprotokoll, Kabarett Stadnikow, Wien (wöchentlich bis 2004)
- 2004: H.P. in Phettberg spricht mit dem Engel, Kabarett Stadnikow, Wien (wöchentlich bis 2005)
- 2004: Hermes Phettberg, Schutt (Libretto; Musik: Gilbert Handler), Premiere: sirene Operntheater 2004
- 2007: Josef Fenz in Fenz’/Palms Josef Fenz und ein Publikum sehen einander lieb an (Regie: Kurt Palm)[33]
- 2009: H.P. in Transkatholische Vögel · Eine liturgische Posse (Regie: Gini Müller et al.)
- 2009: H.P. in Le Martyre de Saint Sébastien (Regie: Valentin Schwarz)

## Filmografie
- 1969: Der Kurier der Kaiserin (kostümierter Komparse bei Klausjürgen Wussow, aber nicht im Endfilm).
- 1988: Four Roses – Kurzfilm (5 Min., Regie: Roland Wünsch).
- 1993: 0137 (23. Jan. auf Premiere) – Verfügungspermanenz 2 (Live-Interview: Sandra Maischberger).
- 1993: Mein Kind – Kurzfilm (10 Min., Regie: Gruppe A.S.K.).
- 1993: Chamber Film – Kurzfilm (6 Min., Regie: Georg Steinböck).
- 1994: Amen – Langzeit-Experimentalfilm 1990–97 (Regie: Arnold Schicker).
- 1994: Phettbergs Nette Leit Show – Bis 1996 über 25 Folgen (19 auf ORF und 3sat).
- 1995: Phettberg – Kurzfilm (10 Min., Regie: Marc Adrian).
- 1995: NDR Talk Show (15. Sep.) – Mit Otto Waalkes, Inge Meysel et al.
- 1995: Pudel Overnight Wien · Hermes Phettberg im Interview am öffentlichen WC – 30 Min., ORF/3sat.
- 1995: Phettbergs Nette Leit Show Vol. 1 – Highlights 1994 (125 Min. auf VHS).
- 1996: Phettbergs Nette Leit Show Vol. 2 – Highlights 1995/Sommer (120 Min. auf VHS).
- 1996: Phettbergs Nette Leit Show Vol. 3 – Highlights 1995/Winter (120 Min. auf VHS).
- 1997: Die Harald Schmidt Show (zweimal im Gespräch mit Harald Schmidt auf Sat.1).
- 1999: 10 vor 11 (No. 3’99, RTL/Sat.1, Regie: Alexander Kluge).
- 2000: Phettbergs Predigtdienst – Wöchentliches Web-TV.
- 2001: Arche Phettberg – 168 Stunden Nonstop-Live-Web-TV.
- 2001: Gipfeltreffen · Hermes Phettberg trifft Helge Schneider – 17. Juni auf ZDF (Regie: Roger Willemsen).
- 2003: Beichtphater Phettberg – Beichtstuhlshow, bis 2004 auf ATVplus.
- 2004: Die Kurt-Krömer-Show (16. Mai auf RBB) – Gespräch mit Kurt Krömer.
- 2007: Die Phette Box · Phettbergs Nette Leit Show – 20 Folgen (600 Min. auf 6 DVDs).
- 2007: Hermes Phettberg, Elender – Kinofilm (80 Min., Regie: Kurt Palm) und DVD (2008).
- 2009: Transkatholische Vögel – Theateraufzeichnung (Regie: Gini Müller et al.) für Kino/DVD.
- 2011: No Strings Attached (H.P.: Türsteher) – Kurzfilm (5 Min., Regie: Michael Brent Adam), Filmakademie Baden-Württemberg.
- 2011: Der Papst ist kein Jeansboy – Dokumentarfilm (74 Min., Buch/Regie/Kamera: Sobo Swobodnik). Internationales Dokumentarfilmfestival DOK Leipzig, Dokumentarfilmfestival Kassel, Internationales Filmfestival der Menschenrechte this human world.
- 2015: A Perception. Spielfilm (74 Min, Regie: Daniel Pfander, Deutschland)

## Radiografie
- Josef Fenz räumt seine Wohnung zusammen, bemerkt etwas dabei und überlegt sich’s wieder. In: Die Musicbox (mit Fritz Ostermayer), Radio Ö3, 16. Jänner 1992.
- Hermes Phettberg stellt fest, daß seine Wohnung unaufräumbar ist, und errichtet das Denkmal des unbekannten Konsumenten. In: Die Musicbox (mit Fritz Ostermayer), Radio Ö3, 8. März 1994.
- Hermes Phettberg am Schwenderklo Wien. In: Diagonal – Radio für Zeitgenossen (mit Peter Waldenberger), Radio Ö1, 16. September 1995.

## Auszeichnung
- 2002: Preis der Stadt Wien für Publizistik